# Dan Attias
Dan Attias (Los Ángeles, California; 4 de diciembre de 1951) es un director de televisión, productor, y guionista estadounidense que ha dirigido varios programas, la mayoría de la HBO. La carrera de Attias ha durado tres décadas y durante este tiempo ha dirigido decenas de populares programas de televisión de horario estelar, incluyendo Miami Vice, Beverly Hills, 90210, The Sopranos, y Lost.
Attias ha sido nominado dos veces a un Premio Emmy por la dirección de Entourage.
En 2001, su hijo David Attias mató cuatro individuos con su vehículo en la masacre en Isla Vista.

## Series dirigidas
- Miami Vice (1984) Serie
- Silver Bullet (1985) Película
- Sledge Hammer! (1986) Serie
- 21 Jump Street (1987) Serie
- Beauty and the Beast (1987) Serie
- Jake and the Fatman (1987) Serie
- The Young Riders (1989) Serie
- Northern Exposure (1990) Serie
- Beverly Hills, 90210 (1990) Serie
- Melrose Place (1992) Serie
- Picket Fences (1992) Serie
- Dr. Quinn, Medicine Woman (1993) Serie
- The Adventures of Brisco County, Jr. (1993) Serie
- Lois & Clark: The New Adventures of Superman (1993) Serie
- Party of Five (1994) Serie
- The Client (1995) Serie
- New York News (1995) Serie
- Mr. & Mrs. Smith (1996) Serie
- Early Edition (1996) Serie
- The Practice (1997) Serie
- Buffy the Vampire Slayer (1997) Serie
- Ally McBeal (1997) Serie
- The Sopranos (1999) Serie
- Ally (1999) Serie
- Time of Your Life  (1999) Serie
- Six Feet Under (2001) Serie
- Alias (2001) Serie
- The Wire (2002) Serie
- CSI: Miami (2002) Serie
- American Dreams (2002) Serie
- The O.C. (2003) Serie
- Line of Fire (2003) Serie
- Entourage (2004) Serie
- Lost (2004) Serie
- Boston Legal (2004) Serie
- Huff (2004) Serie
- House (2004) Serie
- Deadwood (2004) Serie
- It's Always Sunny in Philadelphia (2005) Serie
- Commander in Chief (2005) Serie
- Big Love (2006) Serie
- Damages (2007) Serie
- Héroes (2007) Serie
- Friday Night Lights (2008) Serie
- Homeland  (2011) Serie
- Resurrection (2014) Serie